# Andrew Mason
Andrew Mason, né en 1981, est le fondateur et ex-PDG du site d’achats groupés Groupon, un site offrant des rabais importants sur divers produits d’entreprises locales.

## Biographie
Andrew Mason a grandi à Mt. Lebanon en banlieue de Pittsburgh aux États-Unis. À l’âge de 15 ans, il a lancé une petite entreprise de livraison du samedi matin, appelé Bagel Express. En 2003, il a obtenu une licence en musique de l’université Northwestern de Chicago.
À sa sortie de l’université, il a travaillé en conception de site Web pour le multientrepreneur Eric Lefkofsky (en). À la suite de l’obtention d’une bourse, il a interrompu son travail avec Lefkofsky pour retourner aux études au Harris School of Public Policy Studies de l’Université de Chicago. Il a aussi travaillé au studio d’enregistrement Electrical Audio sous l’autorité de l’ingénieur du son Steve Albini, qu’il considère comme une source d’inspiration de son éthique du travail.
Plusieurs années plus tard, Lefkofsky a prêté à Mason un million de dollars de capital-risque pour démarrer la plateforme informatique The Point. Cette plateforme, maintenant inactive, était la première aventure entrepreneuriale de Mason sur Internet et visait à coordonner des activités de groupe et de collectes de fonds.
En novembre 2008, des cendres de The Point, naît le site d’achats groupés Groupon. Le site a connu une croissance fulgurante et un succès éclatant. Après 30 mois d'existence, Groupon poursuit une croissance exponentielle. La société a enregistré des ventes de 713 millions de dollars américains et des pertes de 456 millions en 2010 ; les résultats correspondants du premier trimestre de 2011 sont de 645 millions en ventes et de 146 millions en pertes.
Le 3 décembre 2010, Groupon a rejeté une offre de Google de 6 milliards de dollars pour l’acquisition du site. Le 17 mars 2011, Bloomberg a annoncé que Groupon préparait, pour 2011, une introduction en bourse basée sur une valeur qui pourrait atteindre 25 milliards de dollars. Par contre, plusieurs analystes croient que Groupon ne peut avoir une telle valeur parce que le modèle d'affaire de la compagnie est relativement facile à reproduire et, bien que la compagnie jouisse présentement d’une longueur d’avance sur ses concurrents, ces derniers accapareront rapidement une part importante du marché, réduisant ainsi les ventes, les profits et la valeur de la compagnie.
Fin février 2013, il est renvoyé par les administrateurs de la société.
En février 2015, Mason lance Detour, une application mobile pour iPhone qui propose un système d'audioguide des principales villes des Etats-Unis.